# Jean-François-Albert du Pouget de Nadaillac
Pour les autres membres de la famille, voir Famille du Pouget de Nadaillac.
Jean-François-Albert du Pouget, marquis de Nadaillac, né le 16 juillet 1818 à Londres (Angleterre) et mort le 1er octobre 1904, à Saint-Jean-Froidmentel (Loir-et-Cher), dans son château de Rougemont,, est un administrateur, paléontologue et anthropologue français.

## Biographie

Armes de la famille du Pouget de Nadaillac

Jean-François-Albert du Pouget de Nadaillac est le fils du marquis Sigismond du Pouget de Nadaillac. Marié à Marie Edith Roussel de Courcy (sœur du général Henri Roussel de Courcy), présidente de la crèche de Sainte-Madeleine et vice-présidente du comité des Dames des Arts décoratifs, il est le père du général Sigismond du Pouget de Nadaillac (1846-1928), ainsi que le grand-père de Jean du Pouget de Nadaillac et de Mme Raoul de Boigne, et le beau-père de Xavier de Froidefond de Florian.
Officier, il devient maire de Saint-Jean-Froidmentel (Loir-et-Cher) de 1862 à 1870, où il avait acquis le château de Rougemont, puis préfet des Basses-Pyrénées de 1871 à 1876, d'Indre-et-Loire en 1877. 
Légitimiste et partisan du « comte de Chambord », il démissionne de l'administration après l’échec du rétablissement de la monarchie et se consacra à la recherche paléontologique et anthropologique, s'intéressant aussi bien aux populations préhistoriques de l'Amérique qu'aux grottes ornées du sud de la France.
Profondément catholique, il s’intéressa aux rapports entre la science et la foi.
Il était correspondant de l’Institut de France (Académie des inscriptions et belles-lettres) et président de la Société archéologique du Vendômois en 1869. La plupart de ses publications parurent d'abord dans le Journal de l’Institut ou dans la  Revue des Questions scientifiques de Louvain et Bruxelles.
Il était chevalier de la Légion d’honneur (1873).

## Œuvres
- L’Ancienneté de l’homme, Paris, 1870, A. Franck.
- Les premiers hommes et les temps préhistoriques, Paris, 1881, Masson.
- L’Amérique préhistorique, Paris, 1883, Masson.
- L’Origine et le développement de la vie sur le globe, Paris, 1888, De Soye & Fils.
- Mœurs et monuments des peuples préhistoriques, Paris, 1888, Masson.
- Les premières populations de l’Europe, Paris, 1889, De Soye & Fils.
- L’Homme, Paris, 1892, De Soye & Fils.
- Intelligence et instinct, Paris, 1892, De Soye & Fils.
- La Dépopulation de la France, Paris, 1892, De Soye & Fils.
- L’Évolution du mariage, Paris, 1893, De Soye & Fils.
- Le Préhistorique américain, Louvain, 1893, Polleunis & Ceuterick.
- Les dates préhistoriques, Paris, 1893, De Soye & Fils.
- Le Mashonaland, Paris, 1894, De Soye & Fils.
- La dernière élection municipale à Pompéi, Paris, 1895, De Soye & Fils.
- Foi et science, Paris, 1895, De Soye & Fils.
- L’Évolution et le dogme, Louvain, 1896, Polleunis & Ceuterick.
- Le Crâne de Calaveras, Louvain, 1896, Polleunis & Ceuterick.
- Les Cliff Dwellers, Louvain, 1896, Polleunis & Ceuterick.
- Expéditions polaires, Paris, 1896, De Soye & Fils.
- Colonies françaises et colonies anglaises, Paris, 1897, De Soye & Fils.
- L’Homme et le singe, Louvain, 1898, Polleunis & Ceuterick.
- Le Royaume de Bénin - Massacre d’une mission anglaise, Paris, 1898, De Soye & Fils.
- Les Agglomérations urbaines, Paris, 1898, De Soye & Fils.
- La Chine du XXe siècle, Paris, 1899, De Soye & Fils.
- L'Art préhistorique, Paris, 1900, De Soye & Fils.
- Les trépanations préhistoriques, Louvain, 1900, Polleunis & Ceuterick.
- Les Élections anglaises, Paris, 1900, De Soye & Fils.
- Les Séris, 1901, De Soye & Fils.
- Du Cap au Caire, Paris, 1903, De Soye & Fils.